# Єсьона (Великопольське воєводство)
Єсьона (пол. Jesiona, нім. Jeschune) — село в Польщі, у гміні Остшешув Остшешовського повіту Великопольського воєводства.
Населення — 82 особи (2011).
У 1975-1998 роках село належало до Каліського воєводства.

## Демографія
Демографічна структура станом на 31 березня 2011 року:
|          | Загалом | Допрацездатний вік | Працездатний вік | Постпрацездатний вік |
| -------- | ------- | ------------------ | ---------------- | -------------------- |
| Чоловіки | 44      | 11                 | 30               | 3                    |
| Жінки    | 38      | 8                  | 22               | 8                    |
| Разом    | 82      | 19                 | 52               | 11                   |